# Kattehale-familien
Kattehale-familien (Lythraceae) er en plantefamilie, som er udbredt over hele verden – dog ikke i de tørreste og koldeste egne. Det er urter til træer, som kan genkendes på deres modsatte blade, som mangler kirtelprikker. Blomsterne har furede bægre og 10 eller flere støvdragere. Frugten er en kapsel. Her omtales kun de slægter, der er repræsenteret ved vildtvoksende eller dyrkede arter.
| Slægter |

- Granatæble (Punica)
- Hornnød (Trapa)
- Kattehale (Lythrum)
- Lagerstroemia